# وورد فیلم کمپانی

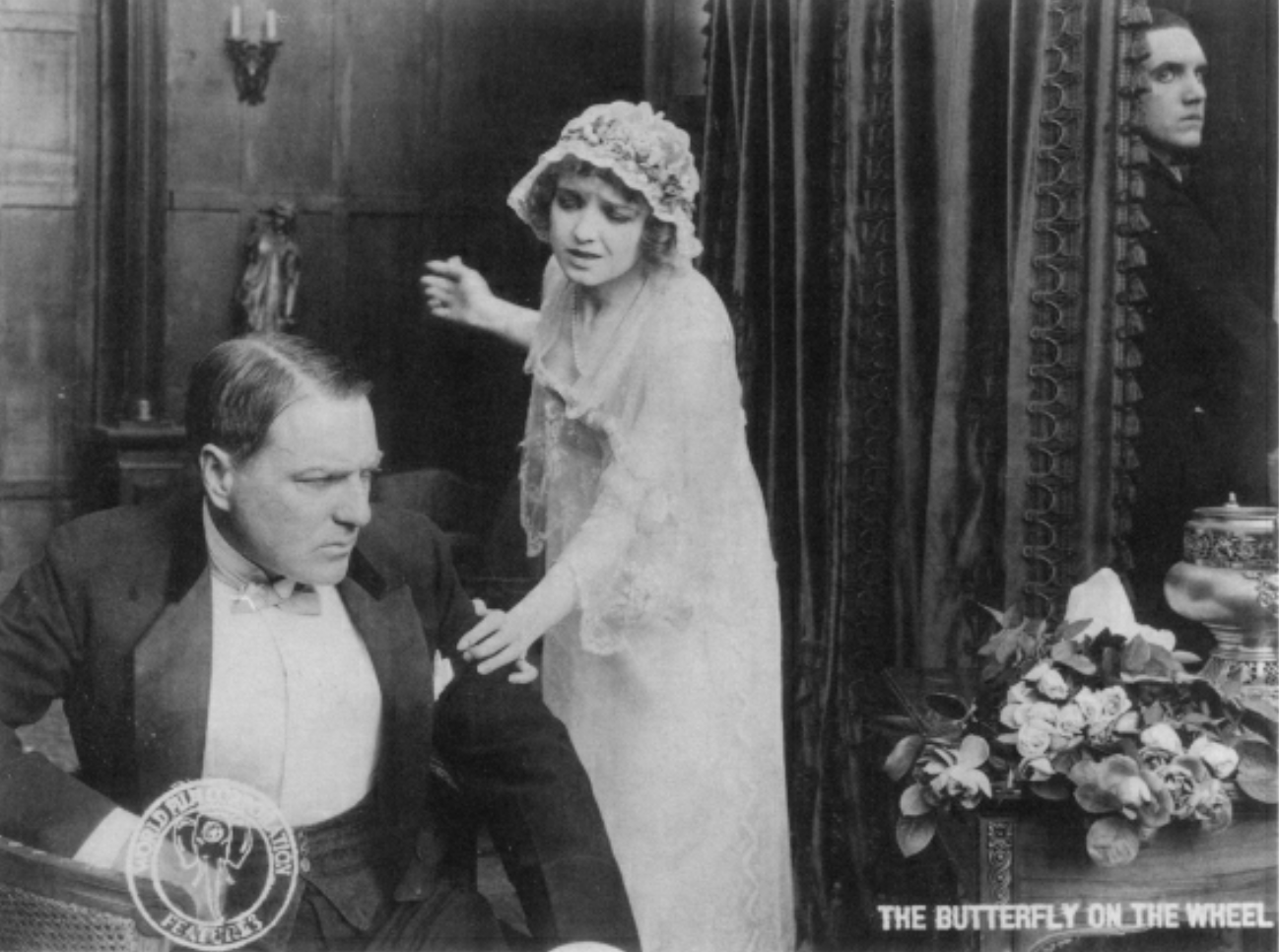
صحنه ای از فیلم پروانه روی چرخ فیلم جهانی با بازی هولبروک بلین و ویویان مارتین ، ۱۹۱۵

وورد فیلم کمپانی (انگلیسی: World Film Company) یک شرکت فیلم‌سازی در فورت لی، نیوجرسی، ایالات متحده آمریکا بوده‌است.
این شرکت در سال ۱۹۱۴ تأسیس و در سال ۱۹۱۹ منحل شده‌است و در زمینه ساخت و توزیع فیلم‌های سینمایی فعالیت داشته‌است.

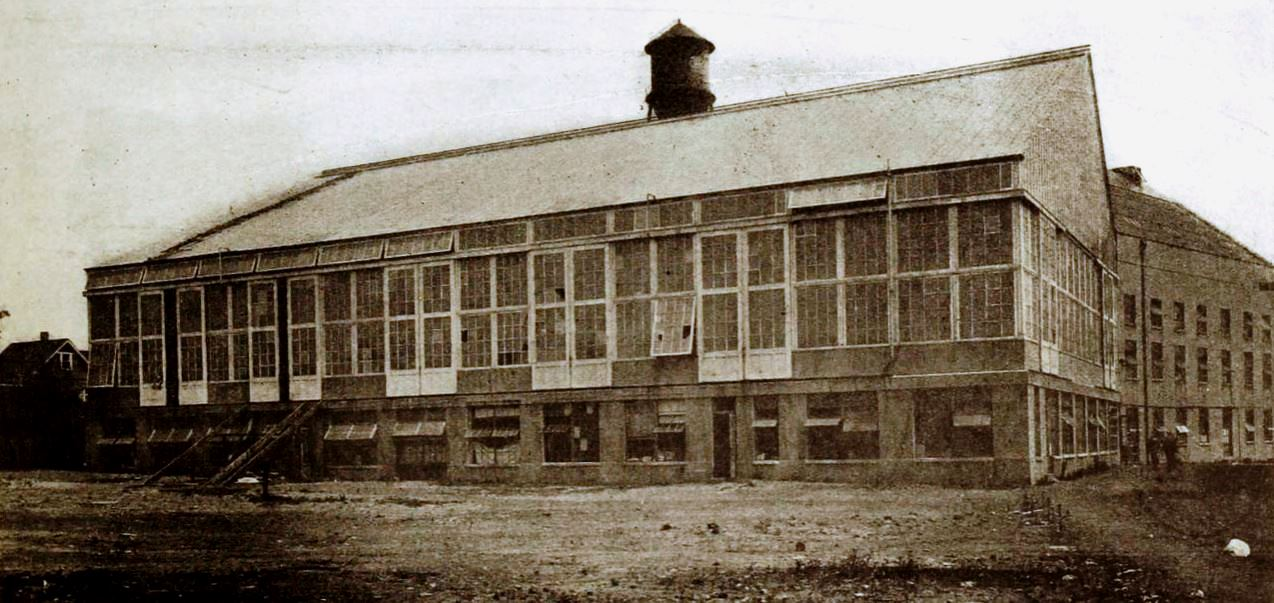
استودیوی شرکت ، فورت لی ، ۱۹۲۰

## فیلم‌شناسی
- آتش‌سوزی جنگل (فیلم ۱۹۱۵)
- بتسی راس (فیلم)
- کمیل (فیلم ۱۹۱۵)
- شهر (فیلم ۱۹۱۶)